# Jerzy Wojtecki
Jerzy Stanisław Wojtecki (ur. 25 października 1929 w Wągrowcu, zm. 15 grudnia 1998) – polski rolnik i polityk, sekretarz KC PZPR (1980–1981), minister rolnictwa (1981) oraz minister rolnictwa i gospodarki żywnościowej (1981–1983), ambasador PRL w Holandii, poseł na Sejm PRL VII i VIII kadencji.

## Życiorys
Syn Stanisława i Anny. W latach 40. był działaczem Organizacji Młodzieży Towarzystwa Uniwersytetu Robotniczego, z którą w 1948 przystąpił do Związku Młodzieży Polskiej. W 1954 ukończył Akademię Rolniczą we Wrocławiu. Pracował następnie w Wydziale Rolnictwa i Leśnictwa prezydium Wojewódzkiej Rady Narodowej w Poznaniu, w latach 1966–1971 był jego kierownikiem.
W 1961 wstąpił do Polskiej Zjednoczonej Partii Robotniczej, od 1971 do 1974 był sekretarzem Komitetu Wojewódzkiego partii w Poznaniu. W latach 1974–1981 był kierownikiem Wydziału Rolnictwa i Gospodarki Żywnościowej Komitetu Centralnego PZPR, w latach 1975–1980 zastępcą członka KC, a od 1980 do 1986 członkiem KC. Od września 1980 do kwietnia 1981 pełnił funkcję sekretarza KC PZPR. W latach 1975–1983 był członkiem Ogólnopolskiego Komitetu Frontu Jedności Narodu i przewodniczącym Komisji Ochrony Środowiska Naturalnego i Zadrzewień Kraju FJN.
W latach 1976–1985 był posłem na Sejm PRL VII i VIII kadencji. Od lutego do lipca 1981 był ministrem rolnictwa, a od lipca 1981 do marca 1983 był ministrem rolnictwa i gospodarki żywnościowej w rządzie Wojciecha Jaruzelskiego.
W latach 1983–1989 był ambasadorem PRL w Hadze.
Autor ponad 100 prac na temat ochrony roślin uprawnych, problemów wyżywienia oraz ochrony środowiska.
Pochowany na Cmentarzu Junikowo w Poznaniu.
Jego brat Zdzisław Wojtecki był w latach 1980–1982 wicewojewodą pilskim.

## Odznaczenia
- Krzyż Komandorski z Gwiazdą Orderu Odrodzenia Polski
- Krzyż Oficerski Orderu Odrodzenia Polski
- Złoty Krzyż Zasługi
- Srebrny Krzyż Zasługi
- Medal 30-lecia Polski Ludowej